# Bernd Spier
Pour les articles homonymes, voir Spier (homonymie).
Bernd Spier (né le 6 avril 1944 à Ludwigslust et mort le 30 décembre 2017) est un chanteur allemand.

## Biographie
Il est le fils du musicien Robby Spier, le chef d'orchestre de la Hessischer Rundfunk et qui sortit en 1955 Zwei blaue Augen. Avant le lycée, il participe à l'émission radio Frankfurter Wecker avec aussi Peter Frankenfeld et Hans-Joachim Kulenkampff. Il se fait remarquer par une maison de disques, mais son premier disque est un échec. Il obtient le succès avec Das kannst du mir nicht verbieten produit par Hans Bertram, numéro un des ventes en Allemagne en 1964.
Cependant la musique beat forte éclipse ses chansonnettes douces. Il tente un retour en 1969 avec Pretty Belinda qui est un petit succès.
Il arrête sa carrière et devient courtier immobilier, menant une vie bourgeoise, se produisant occasionnellement.

## Singles
- Das kannst du mir nicht verbieten 1963
- Schöne Mädchen muß man lieben 1964
- Memphis Tennessee 1964
- Das war mein schönster Tanz 1965
- Einmal geht der Vorhang zu 1965
- Der neue Tag beginnt 1966
- Und dann ... (Du spielst nur mit mir) 1965
- Pretty Belinda 1969
- Klopf dreimal 1971

## Source de la traduction
- (de) Cet article est partiellement ou en totalité issu de l’article de Wikipédia en allemand intitulé « Bernd Spier » (voir la liste des auteurs).